# Ascochilus nitidus
Ascochilus nitidus är en orkidéart som beskrevs av Gunnar Seidenfaden. Ascochilus nitidus ingår i släktet Ascochilus och familjen orkidéer.
Artens utbredningsområde är Thailand. Inga underarter finns listade i Catalogue of Life.